# Тальгау
Тальгау — ярмаркове містечко та громада в австрійській землі Зальцбург. Містечко належить округу Зальцбург-Умгебунг.
Тальгау на мапі округу та землі.